# 須藤祐孝
須藤 祐孝（すとう ゆうこう、1939年5月28日 - 2018年7月27日）は、日本の政治学者。専門はイタリア政治思想。愛知大学名誉教授。

## 経歴
1939年、宮城県柴田郡で生まれた。宮城県仙台第一高等学校を経て、東北大学法学部に進学。同大学大学院に進み、法学修士号を取得した。
愛知大学法学部教授を長らく勤め、「ヨーロッパ政治思想史」などの科目を担当した。2010年3月に愛知大学を定年退職し、4月に同大学名誉教授となった。
所属学会
- 日本政治学会
- イタリア学会
- イタリア近現代史研究会

## 受賞・栄典
- 1973年：松永記念財団学術奨励賞
- 1999年：ピーコ・デッラ・ミランドラ賞[4]

### 研究内容・業績
専門はイタリアの政治思想史。特に、ジロラモ・サヴォナローラ、ニッコロ・マキャヴェッリの研究で知られている。ルネサンス期以外でも、ガエターノ・モスカを中心とする「寡頭制の鉄則」の研究などもおこなった。
須藤の著作の一部は「無限社・岡崎」から発行されているが、これは須藤の自宅を所在地とする、いわゆる「ひとり出版社」である。無限社では原則として取次を経由せず直接書籍を郵送する方式のため、著作者、編集者と出版社、書店を1人で兼ねていたことになる。
影響を受けた人物
- 学生時代に大原富枝の『婉という女』に「圧倒的感動」を覚えて以来、大原の全ての作品に目を通す。生前の大原とも交流を持ち、大原は須藤を「現代には珍しく、夢を生きることの出来る学者」と評している。また、大原の全面的協力を得て、全記録集の作成もおこなっている（大原も刊行を楽しみにしていたというが、2000年に死去している）。

## 著書

### 共著
- 『読む年表・年譜 ルネサンス・フィレンツェ、イタリア、ヨーロッパ - サヴォナローラ、マキャヴェッリの時代、生涯 - 』油木兵衛共著、無限社・岡崎 2002

### 訳書
- 『若きマキァヴェッリの政治思想：その生成と展開』ジェンナーロ・サッソ（イタリア語版）著、油木兵衛と共訳、創文社 1983
- 『ルネサンス・イタリアの〈国家〉・国家観』フェデリーコ・シャボー（英語版）著、無限社・岡崎 1993
- 『忘恩、運命、野心、好機』ニッコロ・マキャヴェッリ著、限社・岡崎 1997
- 『ルネサンス・フィレンツェ統治論：説教と論文』ジロラモ・サヴォナローラ著、無限社・岡崎 1998
- 『マキァヴェッリの生涯』ロベルト・リドルフィ著、岩波書店 2009
- 『〈出家〉をめぐる詩と手紙：ルネサンス・イタリアにおける〈政治的〉修道士の胎動』ジロラモ・サヴォナローラ著、無限社・岡崎 2010